# Якторув (остановочный пункт)
Якторув (пол. Jaktorów) — остановочный пункт железной дороги в селе Якторув в гмине Якторув, в Мазовецком воеводстве Польши. Имеет 1 платформу и 2 пути. 
Остановочный пункт, построен на линии Варшаво-Венской железной дороги, и открыт в сентябре 1845 года  для посадки и высадки пассажиров без багажа в местном сообщении, когда эта территория была в составе Царства Польского.
Согласно извещению № 7821 сборника тарифов 1903 года тр 1435 от 15 января остановочный пункт производит операции: прием и высадка пассажиров без багажа в местном сообщении.
В 1913 году остановочный пункт производит операции: прием и высадка пассажиров с багажом в местном сообщении
В 1883 году устроен подъездной путь в белильню Гилле и Дитрих длиной 0,455 версты.